# Soudní okres Tanvald
Soudní okres Tanvald (německy Gerichtsbezirk Tannwald) je historický okres podřízený správě okresního soudu v Tanvaldu v zemích Koruny české. Zahrnoval oblasti západní části severních Čech. Centrem a sídlem soudního okresu bylo město Tanvald.

## Historie
Původní patrimoniální jurisdikce byla v Rakouském císařství zrušena po revoluci v letech 1848/49 a byla nahrazena okresními, krajskými a zemskými soudy, k jejichž vytvoření došlo 6. července 1849 podle osnovy ministra spravedlnosti a po schválení císaře Františka Josefa I. Soudní okres Tanvald (zpočátku také „Morchenstern“) nejprve náležel do Boleslavského kraje a v roce 1854 zahrnoval osm katastrálních obcí Albrechtice (Albrechtsdorf), Jiřetín (Georgenthal), Smržovka (Morchenstern), Polubný (Polaun), Příchovice (Přichovic), Rejdice (Neidlic), Šumburk (Schumburg) a Tanvald (Tannwald). Tanvaldský soudní okres v rámci rozdělení politické správy od soudní v roce 1868 spolu se soudním okresem Jablonec nad Nisou utvořil okres Jablonec nad Nisou.
V roce 1869 žilo v soudním okrese Tanvald 21 100 osob, v roce 1900 to bylo 29 229 osob.
V soudním okrese Tanvald žilo v roce 1910 31 682 osob, z toho 28 144 Němců (88,8 %) a 3 175 českojazyčného obyvatelstva (10,0 %). V soudním obvodu kromě toho žilo 363 dalších občanů nebo jiných státních přílušníků.
Vzhledem k hraničním ujednáním vyplývajících ze závěrů Saintgermainské smlouvy z 10. září 1919 připadl soudní okres Tanvald jako celek k nově vzniklému Československu, přičemž rozdělení soudů zůstalo v podstatě totožné až do roku 1938. Po Mnichovské dohodě byl okrsek připojen k zemskému okresu Jablonec nad Nisou. Po druhé světové válce spadalo území do okresu Jablonec nad Nisou.
V rámci správní reformy z roku 2003 přešly úřední správní pravomoci na obce a Liberecký kraj, do nějž okolí Tanvaldu náleží od počátku 21. století.

## Soudní obvod
Na konci roku 1914 zahrnoval soudní obvod osm obcí Albrechtice (Albrechtsdorf), Antonínov (Antoniwald), Desná (Dessendorf), Smržovka (Morchenstern), Polubný (Polaun), Šumburk nad Desnou (Schumburg an der Desse), Příchovice (Stephansruh) a Tanvald (Tannwald).